# NGC 1580
NGC 1580 est une galaxie spirale barrée située dans la constellation de l'Éridan. NGC 1580 a été découverte par l'astronome français Édouard Stephan en 1877.

## Caractéristiques
Sa vitesse par rapport au fond diffus cosmologique est de 4 201 ± 25 km/s, ce qui correspond à une distance de Hubble de 62,0 ± 4,4 Mpc (∼202 millions d'al).
La classe de luminosité de NGC 1580 est II.